# Дьяконов, Владимир Павлович
Владимир Павлович Дьяконов (7 февраля 1940, Киев — 15 июня 2015, Смоленск) — советский и российский учёный в области радиотехники и электроники. Доктор технических наук, профессор Смоленского университета. Известен как автор множества книг по очень широкому кругу вопросов, связанных с радиоэлектроникой и вычислительной техникой.

## Биография
Родился 7 февраля 1940 года в Киеве. В годы Великой Отечественной войны находился в эвакуации в Крыму, затем вместе с семьёй переехал в Баку, где окончил среднюю школу.
В школьные годы Володя Дьяконов был увлечённым радиолюбителем. Он создал немало оригинальных и уникальных по тем временам радиоизмерительных приборов. Эти приборы демонстрировались на Всесоюзных выставках ДОСААФ СССР и на ВДНХ, занимали там призовые места. За эти разработки автор был удостоен звания Мастер — Радиоконструктор СССР и награждён медалями ВДНХ.
После окончания школы В. П. Дьяконов работал в воинской части бригадиром радиомехаников по ремонту войсковых радиостанций, одновременно с работой в 1966 году заочно окончил Всесоюзный заочный энергетический институт и начал свою научно-педагогическую деятельность на кафедре электроники и автоматики Азербайджанского института нефти и химии.
В 1969 году В. П. Дьяконов защитил диссертацию «Принципы построения и расчёта электронных схем на лавинных транзисторах» на степень кандидата технических наук.
В 1970 году В. П. Дьяконов переехал в Смоленск, где стал заведующий кафедрой промышленной электроники в Смоленском филиале МЭИ. В 1973 году вышла его первая монография по лавинным транзисторам. По ним, а позже и по мощным полевым транзисторам и их применению, В. П. Дьяконов развернул крупные хоздоговорные работы. Заказчиками этих работ являлись ГК РФ по высшему образованию, Российский координационный центр новых информационных технологий и ряд крупных НИИ (НПО «Элас», НИИ «Полюс», НИИ «Пульсар», МРТИ, НПО «Физика» и др.). Он принимал участие в разработке и исследованиях мощных СВЧ полевых транзисторов КП901, КП902, КП904, КП907 и др. Под руководством В. П. Дьяконова на кафедре промышленной электроники проводились научные исследования по фундаментальным проблемам высокоскоростной электроники, новым типам полупроводниковых приборов и интегральных микросхем, источникам электропитания и микропроцессорным измерительным устройствам.
В 1980 году в НПО «Элас» (Зеленоград) В. П. Дьяконов защитил закрытую докторскую диссертацию «Исследование лавинного режима работы транзисторов и его функциональных и схемотехнических возможностей» в области разработки специальной аппаратуры космической связи, получил звание профессора. В докторской диссертации рассматривались вопросы создания сверхскоростных сильноточных и высоковольтных импульсных устройств, были исследованы импульсные режимы работы лавинных и мощных полевых транзисторов.
В 1997 году В. П. Дьяконов перешёл на работу в Смоленский педагогический университет, где с 1998 года и до конца жизни работал профессором и заведующим кафедрой физической и информационной электроники. Среди преподаваемых им дисциплин: Архитектура компьютера; Системы компьютерной математики в образовании; Электронные уроки в системе компьютерной математики; Основы микроэлектроники; Вычислительные практики.
В. П. Дьяконов был членом редакционных коллегий научно-технического журнала «Ремонт и сервис» и журнала «Известия Смоленского государственного университета». На протяжении многих лет он был членом докторского Совета МЭИ по преобразовательным устройствам, членом докторского совета Смоленского военного университета ПВО сухопутных войск РФ. Был научным руководителем центра информационных технологий «Телепорт».
По его инициативе в Смоленском государственном университете организованы ежегодные научные конференции «Системы компьютерной математики и их приложения».
В. П. Дьяконов — автор более 700 научных и методических работ, 61 изобретения, более 120 опубликованных книг.
В. П. Дьяконов поддерживал контакты с корпорациями Intel, MathWorks, MathSoft, Wolfram Research, Waterloo Maple и др. Компания Wolfram Research Inc. поручила В. П. Дьяконову осуществить первую в России презентацию новой версии системы Mathematica 4.0, которая состоялась в СГПУ в ноябре 1999 г. Осенью 2000 года он прошёл стажировку в компании Wolfram Research Inc. (США, штат Иллинойс), о чём оставил увлекательные воспоминания.
В 2011 году В. П. Дьяконов был награждён орденом Дружбы.

## Технический писатель
В начале 1980-х годов в сферу интересов В. П. Дьяконова попала информатика. Он сначала подготовил и издал справочник по радиотехническим расчётам на микрокалькуляторах, а затем расширил его до универсального справочника для инженерных расчётов. Помимо советских микрокалькуляторов в нём широко представлены зарубежные модели. Этот справочник выдержал три издания в 1985—1989 годах. С появлением персональных ЭВМ, оснащённых языком высокого уровня Бейсик, материалы справочника были переписаны на этом языке и опубликованы.
В конце 80-х годов В. П. Дьяконов опубликовал справочники по компьютерным математическим системам Eureka, PC MatLAB и MathCAD.

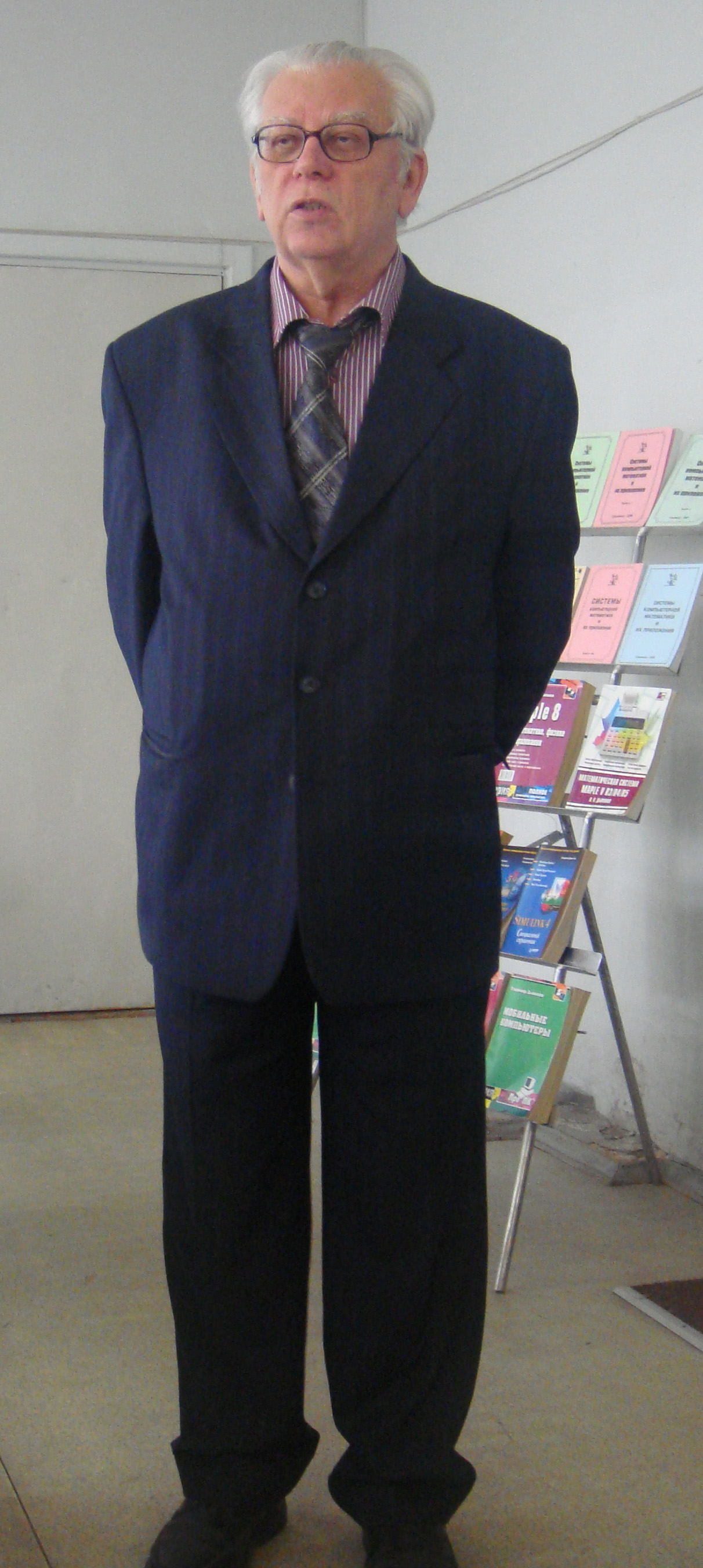
Дьяконов В.П. Конференция в Смоленске, 2009 г.

В 1993 году В. П. Дьяконов организовал и возглавил Смоленский областной центр новых информационных технологий в образовании. В центре были подготовлены первые книги по системам компьютерной математики, в частности, коллективная монография «The Revolutionary Guide to QBASIC» на английском языке, получившая высокую оценку за рубежом.
Мастер он родного слова.

С ним сравню я лишь Толстого.

Как и граф весь бренный мир

осветил в «Трудах» кумир,

а количеством страниц

положил он графа ниц.
В последующие годы справочники и учебники по самым разным системам компьютерной математики (Derive, Mathcad, Mathematica, Maple, MATLAB и многим другим) многократно перерабатывались, дополнялись и переиздавались. В. П. Дьяконов был победителем и дважды лауреатом общероссийских конкурсов «Лучшая научная книга 2006/2007/2008 года», проведенных Фондом развития отечественного образования.
Также В. П. Дьяконов публиковал книги по технике осциллографии, генерации и генераторам сигналов и по цифровым анализаторам спектра, сигналов и логики, по вейвлетам и вейвлет-преобразованиям.
Среди его трудов десятки обзоров и статей в популярных компьютерных журналах, в частности в журнале «Мир ПК», «PC-WEEK», «Домашний Компьютер», «Ремонт и Сервис» и др.
В 2015 году в честь юбилея В. П. Дьяконова в журнале «Смоленск» была опубликована посвящённая ему шуточная эпиграмма (см. врезку).

## Некоторые книги
- Дьяконов В. П. Лавинные транзисторы и их применение в импульсной технике. — М., Советское радио, 1973. — 208 с.
- Дьяконов В. П. Расчет нелинейных и импульсных устройств на программируемых микрокалькуляторах: Справочное пособие. — М.: Радио и связь, 1984. — 176 с.
- Дьяконов В. П. Справочник по расчетам на микрокалькуляторах. 3-е изд. — М.: Наука, 1989. — 462 с. — 300 000 экз.
- Дьяконов В. П. Применение персональных ЭВМ и программирование на языке Бейсик. — М.: Радио и связь, 1989. — 286 с.
- Дьяконов В. П. Справочник по применению системы PC MatLab. — М.: Наука,1993. — 109 с.
- Дьяконов В. П. Справочник по применению системы Eureka. — М.: Наука, 1993. — 96 с.
- Дьяконов В. П. Система MathCAD: Справочник. — М.: Радио и связь, 1993. — 127 с.
- Дьяконов В. П. Справочник по применению системы Derive. — М.: Наука, 1996. — 144 с.
- Дьяконов В. П. Компьютерная математика. Теория и практика. — М.: Нолидж, 2001. — 1296 с.
- Дьяконов В. П. Вейвлеты. От теории к практике. — М.: Солон-Р, 2002. — 440 с.
- Дьяконов В. П. Internet. Настольная книга пользователя. 5-е изд., перераб. и доп. — М.: Солон-Пресс, 2005. — 575 с.
- Дьяконов В. П. Современная осциллография и осциллографы. — М.: СОЛОН-Пресс, 2005, 320 с. — 319 с.
- Дьяконов В. П. Энциклопедия компьютерной алгебры. — М.: ДМК Пресс, 2012. — 1263 с.